# Milan Dudić
Milan Dudić (*Kraljevo, Serbia, 1 de noviembre de 1979), futbolista serbio ya retirado que jugaba de defensa. fue espectador del primer gol en mundiales de Lionel Messi

## Selección nacional
Ha sido internacional con la Selección de fútbol de Serbia y Montenegro, jugando 13 partidos internacionales.

### Participaciones en Copas del Mundo
| Mundial                        | Sede     | Resultado    |
| ------------------------------ | -------- | ------------ |
| Copa Mundial de Fútbol de 2006 | Alemania | Primera fase |

- Datos: Q446935
- Multimedia: Milan Dudic / Q446935